# Fußball-Weltmeisterschaft 2022/Gruppe F
| Pl. | Land     | Sp. | S | U | N | Tore    | Diff. | Punkte |
| --- | -------- | --- | - | - | - | ------- | ----- | ------ |
| 1.  | Marokko  | 3   | 2 | 1 | 0 | 004:100 | +3    | 07     |
| 2.  | Kroatien | 3   | 1 | 2 | 0 | 004:100 | +3    | 05     |
| 3.  | Belgien  | 3   | 1 | 1 | 1 | 001:200 | −1    | 04     |
| 4.  | Kanada   | 3   | 0 | 0 | 3 | 002:700 | −5    | 0      |

Gruppe F der Fußball-Weltmeisterschaft 2022:

## Marokko – Kroatien 0:0
| Marokko                                                                      | Marokko | Kroatien | Kroatien | Aufstellung                        |
| ---------------------------------------------------------------------------- | --- | --- | -------- | ---------------------------------- |
| Marokko                                                                      | \| 1. Spieltag \| \| 23. November 2022 um 13:00 Uhr (11:00 Uhr MEZ) in al-Chaur (al-Bayt-Stadion) \| \| Zuschauer: 59.407 \| \| Schiedsrichter: Fernando Rapallini ( Argentinien) 1 \| \| Spielbericht \|                                                                                              | \| 1. Spieltag \| \| 23. November 2022 um 13:00 Uhr (11:00 Uhr MEZ) in al-Chaur (al-Bayt-Stadion) \| \| Zuschauer: 59.407 \| \| Schiedsrichter: Fernando Rapallini ( Argentinien) 1 \| \| Spielbericht \|                                                                          | Kroatien | Aufstellung Marokko gegen Kroatien |
| Marokko                                                                      | Bono – Achraf Hakimi, Nayef Aguerd, Romain Saïss , Noussair Mazraoui (60. Yahia Attiyat Allah) – Azzedine Ounahi (81. Abdelhamid Sabiri), Sofyan Amrabat, Selim Amallah – Hakim Ziyech, Youssef En-Nesyri (81. Abderrazak Hamdallah), Sofiane Boufal (65. Abde Ezzalzouli) Cheftrainer: Walid Regragui | Dominik Livaković – Josip Juranović, Dejan Lovren, Joško Gvardiol, Borna Sosa – Luka Modrić , Marcelo Brozović, Mateo Kovačić (79. Lovro Majer) – Nikola Vlašić (46. Mario Pašalić), Andrej Kramarić (71. Marko Livaja), Ivan Perišić (90. Mislav Oršić) Cheftrainer: Zlatko Dalić | Kroatien | Aufstellung Marokko gegen Kroatien |
| Marokko                                                                      | Amrabat (78.) | | Kroatien | Aufstellung Marokko gegen Kroatien |
| Marokko                                                                      | Spieler des Spiels: Luka Modrić (Kroatien) | | Kroatien | Aufstellung Marokko gegen Kroatien |
| 1. Spieltag                                                                  | | |          |                                    |
| 23. November 2022 um 13:00 Uhr (11:00 Uhr MEZ) in al-Chaur (al-Bayt-Stadion) | | |          |                                    |
| Zuschauer: 59.407                                                            | | |          |                                    |
| Schiedsrichter: Fernando Rapallini ( Argentinien) 1                          | | |          |                                    |
| Spielbericht                                                                 | | |          |                                    |

## Belgien – Kanada 1:0 (1:0)
| Belgien                                                                             | Belgien | Kanada | Kanada | Aufstellung                      |
| ----------------------------------------------------------------------------------- | --- | --- | ------ | -------------------------------- |
| Belgien                                                                             | \| 1. Spieltag \| \| 23. November 2022 um 22:00 Uhr (20:00 Uhr MEZ) in ar-Rayyan (Ahmed bin Ali Stadium) \| \| Zuschauer: 40.432 \| \| Schiedsrichter: Janny Sikazwe ( Sambia) 2 \| \| Spielbericht \| | \| 1. Spieltag \| \| 23. November 2022 um 22:00 Uhr (20:00 Uhr MEZ) in ar-Rayyan (Ahmed bin Ali Stadium) \| \| Zuschauer: 40.432 \| \| Schiedsrichter: Janny Sikazwe ( Sambia) 2 \| \| Spielbericht \| | Kanada | Aufstellung Belgien gegen Kanada |
| Belgien                                                                             | Thibaut Courtois – Leander Dendoncker, Toby Alderweireld, Jan Vertonghen – Timothy Castagne, Youri Tielemans (46. Amadou Onana), Axel Witsel, Yannick Carrasco (46. Thomas Meunier) – Kevin De Bruyne, Michy Batshuayi (78. Loïs Openda), Eden Hazard (62. Leandro Trossard) Cheftrainer: Roberto Martínez ( Spanien) | Milan Borjan – Alistair Johnston, Steven Vitória, Kamal Miller – Richie Laryea (74. Sam Adekugbe), Atiba Hutchinson (58. Ismaël Koné), Stephen Eustáquio (81. Jonathan Osorio), Alphonso Davies – Tajon Buchanan (81. Liam Millar), Jonathan David, Junior Hoilett (58. Cyle Larin) Cheftrainer: John Herdman ( England) | Kanada | Aufstellung Belgien gegen Kanada |
| Belgien                                                                             | 1:0 Batshuayi (44.) | | Kanada | Aufstellung Belgien gegen Kanada |
| Belgien                                                                             | Carrasco (9.), Meunier (53.), Onana (56.) | Davies (81.), Johnston (83.) | Kanada | Aufstellung Belgien gegen Kanada |
| Belgien                                                                             | Courtois hält Foulelfmeter von Davies (10.) | | Kanada | Aufstellung Belgien gegen Kanada |
| Belgien                                                                             | Spieler des Spiels: Kevin De Bruyne (Belgien) | | Kanada | Aufstellung Belgien gegen Kanada |
| 1. Spieltag                                                                         | | |        |                                  |
| 23. November 2022 um 22:00 Uhr (20:00 Uhr MEZ) in ar-Rayyan (Ahmed bin Ali Stadium) | | |        |                                  |
| Zuschauer: 40.432                                                                   | | |        |                                  |
| Schiedsrichter: Janny Sikazwe ( Sambia) 2                                           | | |        |                                  |
| Spielbericht                                                                        | | |        |                                  |

## Belgien – Marokko 0:2 (0:0)
| Belgien                                                                     | Belgien | Marokko | Marokko | Aufstellung                       |
| --------------------------------------------------------------------------- | --- | --- | ------- | --------------------------------- |
| Belgien                                                                     | \| 2. Spieltag \| \| 27. November 2022 um 16:00 Uhr (14:00 Uhr MEZ) in Doha (al-Thumama-Stadion) \| \| Zuschauer: 43.738 \| \| Schiedsrichter: César Arturo Ramos ( Mexiko) 3 \| \| Spielbericht \| | \| 2. Spieltag \| \| 27. November 2022 um 16:00 Uhr (14:00 Uhr MEZ) in Doha (al-Thumama-Stadion) \| \| Zuschauer: 43.738 \| \| Schiedsrichter: César Arturo Ramos ( Mexiko) 3 \| \| Spielbericht \| | Marokko | Aufstellung Belgien gegen Marokko |
| Belgien                                                                     | Thibaut Courtois – Thomas Meunier (81. Romelu Lukaku), Toby Alderweireld, Jan Vertonghen – Timothy Castagne, Amadou Onana (60. Youri Tielemans), Axel Witsel, Thorgan Hazard (75. Leandro Trossard) – Kevin De Bruyne, Michy Batshuayi (75. Charles De Ketelaere), Eden Hazard (60. Dries Mertens) Cheftrainer: Roberto Martínez ( Spanien) | Munir El Kajoui – Achraf Hakimi (68. Yahia Attiyat Allah), Nayef Aguerd, Romain Saïss , Noussair Mazraoui – Azzedine Ounahi (78. Jawad El Yamiq), Sofyan Amrabat, Selim Amallah (68. Abdelhamid Sabiri) – Hakim Ziyech, Youssef En-Nesyri (73. Abderrazak Hamdallah), Sofiane Boufal (73. Zakaria Aboukhlal) Cheftrainer: Walid Regragui | Marokko | Aufstellung Belgien gegen Marokko |
| Belgien                                                                     | 0:1 Saïss (73.) 0:2 Aboukhlal (90.+2') | | Marokko | Aufstellung Belgien gegen Marokko |
| Belgien                                                                     | Onana (29.) | | Marokko | Aufstellung Belgien gegen Marokko |
| Belgien                                                                     | Spieler des Spiels: Hakim Ziyech (Marokko) | | Marokko | Aufstellung Belgien gegen Marokko |
| 2. Spieltag                                                                 | | |         |                                   |
| 27. November 2022 um 16:00 Uhr (14:00 Uhr MEZ) in Doha (al-Thumama-Stadion) | | |         |                                   |
| Zuschauer: 43.738                                                           | | |         |                                   |
| Schiedsrichter: César Arturo Ramos ( Mexiko) 3                              | | |         |                                   |
| Spielbericht                                                                | | |         |                                   |

## Kroatien – Kanada 4:1 (2:1)
| Kroatien                                                                                    | Kroatien | Kanada | Kanada | Aufstellung                       |
| ------------------------------------------------------------------------------------------- | --- | --- | ------ | --------------------------------- |
| Kroatien                                                                                    | \| 2. Spieltag \| \| 27. November 2022 um 19:00 Uhr (17:00 Uhr MEZ) in ar-Rayyan (Khalifa International Stadium) \| \| Zuschauer: 44.374 \| \| Schiedsrichter: Andrés Matonte ( Uruguay) 4 \| \| Spielbericht \|                                                                                       | \| 2. Spieltag \| \| 27. November 2022 um 19:00 Uhr (17:00 Uhr MEZ) in ar-Rayyan (Khalifa International Stadium) \| \| Zuschauer: 44.374 \| \| Schiedsrichter: Andrés Matonte ( Uruguay) 4 \| \| Spielbericht \| | Kanada | Aufstellung Kroatien gegen Kanada |
| Kroatien                                                                                    | Dominik Livaković – Josip Juranović, Dejan Lovren, Joško Gvardiol, Borna Sosa – Luka Modrić (86. Mario Pašalić), Marcelo Brozović, Mateo Kovačić (86. Lovro Majer) – Marko Livaja (60. Bruno Petković), Andrej Kramarić (72. Nikola Vlašić), Ivan Perišić (86. Mislav Oršić) Cheftrainer: Zlatko Dalić | Milan Borjan – Alistair Johnston, Steven Vitória, Kamal Miller – Richie Laryea (62. Junior Hoilett), Atiba Hutchinson (72. Sam Adekugbe), Stephen Eustáquio (46. Ismaël Koné), Alphonso Davies – Tajon Buchanan, Cyle Larin (46. Jonathan Osorio), Jonathan David (72. Lucas Cavallini) Cheftrainer: John Herdman ( England) | Kanada | Aufstellung Kroatien gegen Kanada |
| Kroatien                                                                                    | 1:1 Kramarić (36.) 2:1 Livaja (44.) 3:1 Kramarić (70.) 4:1 Majer (90.+4') | 0:1 Davies (2.) | Kanada | Aufstellung Kroatien gegen Kanada |
| Kroatien                                                                                    | Lovren (56.), Modrić (85.) | Buchanan (52.), Miller (85.) | Kanada | Aufstellung Kroatien gegen Kanada |
| Kroatien                                                                                    | Spieler des Spiels: Andrej Kramarić (Kroatien) | | Kanada | Aufstellung Kroatien gegen Kanada |
| 2. Spieltag                                                                                 | | |        |                                   |
| 27. November 2022 um 19:00 Uhr (17:00 Uhr MEZ) in ar-Rayyan (Khalifa International Stadium) | | |        |                                   |
| Zuschauer: 44.374                                                                           | | |        |                                   |
| Schiedsrichter: Andrés Matonte ( Uruguay) 4                                                 | | |        |                                   |
| Spielbericht                                                                                | | |        |                                   |

## Kroatien – Belgien 0:0
| Kroatien                                                                           | Kroatien | Belgien | Belgien | Aufstellung                        |
| ---------------------------------------------------------------------------------- | --- | --- | ------- | ---------------------------------- |
| Kroatien                                                                           | \| 3. Spieltag \| \| 1. Dezember 2022 um 18:00 Uhr (16:00 Uhr MEZ) in ar-Rayyan (Ahmed bin Ali Stadium) \| \| Zuschauer: 43.984 \| \| Schiedsrichter: Anthony Taylor ( England) 5 \| \| Spielbericht \|                                                             | \| 3. Spieltag \| \| 1. Dezember 2022 um 18:00 Uhr (16:00 Uhr MEZ) in ar-Rayyan (Ahmed bin Ali Stadium) \| \| Zuschauer: 43.984 \| \| Schiedsrichter: Anthony Taylor ( England) 5 \| \| Spielbericht \| | Belgien | Aufstellung Kroatien gegen Belgien |
| Kroatien                                                                           | Dominik Livaković – Josip Juranović, Dejan Lovren, Joško Gvardiol, Borna Sosa – Luka Modrić , Marcelo Brozović, Mateo Kovačić (90.+2' Lovro Majer) – Andrej Kramarić (64. Mario Pašalić), Marko Livaja (64. Bruno Petković), Ivan Perišić Cheftrainer: Zlatko Dalić | Thibaut Courtois – Leander Dendoncker (72. Youri Tielemans), Toby Alderweireld, Jan Vertonghen – Thomas Meunier (87. Eden Hazard), Kevin De Bruyne , Axel Witsel, Timothy Castagne – Leandro Trossard (59. Thorgan Hazard), Dries Mertens (46. Romelu Lukaku), Yannick Carrasco (72. Jérémy Doku) Cheftrainer: Roberto Martínez ( Spanien) | Belgien | Aufstellung Kroatien gegen Belgien |
| Kroatien                                                                           | Dendoncker (67.) | | Belgien | Aufstellung Kroatien gegen Belgien |
| Kroatien                                                                           | 100. Länderspiel von Thibaut Courtois | | Belgien | Aufstellung Kroatien gegen Belgien |
| Kroatien                                                                           | Spieler des Spiels: Luka Modrić (Kroatien) | | Belgien | Aufstellung Kroatien gegen Belgien |
| 3. Spieltag                                                                        | | |         |                                    |
| 1. Dezember 2022 um 18:00 Uhr (16:00 Uhr MEZ) in ar-Rayyan (Ahmed bin Ali Stadium) | | |         |                                    |
| Zuschauer: 43.984                                                                  | | |         |                                    |
| Schiedsrichter: Anthony Taylor ( England) 5                                        | | |         |                                    |
| Spielbericht                                                                       | | |         |                                    |

## Kanada – Marokko 1:2 (1:2)
| Kanada                                                                     | Kanada | Marokko | Marokko | Aufstellung                      |
| -------------------------------------------------------------------------- | --- | --- | ------- | -------------------------------- |
| Kanada                                                                     | \| 3. Spieltag \| \| 1. Dezember 2022 um 18:00 Uhr (16:00 Uhr MEZ) in Doha (al-Thumama-Stadion) \| \| Zuschauer: 43.102 \| \| Schiedsrichter: Raphael Claus ( Brasilien) 6 \| \| Spielbericht \| | \| 3. Spieltag \| \| 1. Dezember 2022 um 18:00 Uhr (16:00 Uhr MEZ) in Doha (al-Thumama-Stadion) \| \| Zuschauer: 43.102 \| \| Schiedsrichter: Raphael Claus ( Brasilien) 6 \| \| Spielbericht \| | Marokko | Aufstellung Kanada gegen Marokko |
| Kanada                                                                     | Milan Borjan – Alistair Johnston, Steven Vitória, Kamal Miller – Sam Adekugbe (60. Ismaël Koné), Jonathan Osorio (65. Richie Laryea), Mark-Anthony Kaye (60. Atiba Hutchinson), Alphonso Davies – Tajon Buchanan, Cyle Larin (60. Jonathan David), Junior Hoilett (76. David Wotherspoon) Cheftrainer: John Herdman ( England) | Bono – Achraf Hakimi (85. Yahya Jabrane), Nayef Aguerd, Romain Saïss , Noussair Mazraoui – Azzedine Ounahi (76. Jawad El Yamiq), Sofyan Amrabat, Abdelhamid Sabiri (65. Selim Amallah) – Hakim Ziyech (76. Abderrazak Hamdallah), Youssef En-Nesyri, Sofiane Boufal (65. Zakaria Aboukhlal) Cheftrainer: Walid Regragui | Marokko | Aufstellung Kanada gegen Marokko |
| Kanada                                                                     | 1:2 Aguerd (40., Eigentor) | 0:1 Ziyech (4.) 0:2 En-Nesyri (23.) | Marokko | Aufstellung Kanada gegen Marokko |
| Kanada                                                                     | Hoilett (7.), Osorio (26.), Adekugbe (45.+2'), Vitória (84.) | | Marokko | Aufstellung Kanada gegen Marokko |
| Kanada                                                                     | Spieler des Spiels: Hakim Ziyech (Marokko) | | Marokko | Aufstellung Kanada gegen Marokko |
| 3. Spieltag                                                                | | |         |                                  |
| 1. Dezember 2022 um 18:00 Uhr (16:00 Uhr MEZ) in Doha (al-Thumama-Stadion) | | |         |                                  |
| Zuschauer: 43.102                                                          | | |         |                                  |
| Schiedsrichter: Raphael Claus ( Brasilien) 6                               | | |         |                                  |
| Spielbericht                                                               | | |         |                                  |